# Скандальная Джильда
«Скандальная Джильда» — итальянский эротический кинофильм.

## Сюжет
Женщина, глубоко переживающая измену мужа, в отместку отдалась случайно встреченному мужчине. Он мультипликатор и придумывает всякие скабрезные сюжеты (вроде зачем-то показанного полностью мультфильма «Скандальная Джильда», в котором символические гениталии сходили с ума в оргазме). Он и она сами начали сводить с ума друг друга, превращая свою неожиданную страсть в сплошное мучение и страдание… Имена главных героев не раскрываются. 

## Интересные факты
В Италии фильм пользовался большим успехом (даже был назван "итальянским ответом «9 1/2 неделям») в основном из-за популярности актрисы Моники Гуэрриторе, доселе не снимавшейся в эротике. Хороши музыка Джорджо Карнини и операторская работа Марио Вульпиани.